# Басбуса
Басбуса (масрі بسبوسه) — солодкий, просочений сиропом пиріг з манної крупи, що асоціюється з єгипетською кухнею. Басбуса — найбільш поширена назва цього десерту на Близькому Сході, але залежно від регіону він може називатися по-різному; в Леванті його часто називають «харісса» (не плутати з соусом харисса), в Туреччині та Греції — ревані. Особливо популярний у Рамадан.
Існує легенда про походження назви. Коли продавця солодощів питали, скільки коштує пиріг, він відповідав: «тільки поцілунок» (bas bousa). Також є версія, що назва походить від арабського слова bas — «змішувати».

## Приготування
З манною крупою змішують топлене або вершкове масло, також використовується кефір, молоко, йогурт або вода, яйця. Тісто з манної крупи випікають і потім просочують водою з квіток апельсина, рожевою водою або простим сиропом, іноді посипають кокосовою стружкою. Пиріг нарізають ромбами або квадратами, зазвичай прикрашають зверху горіхами, фундуком, волоськими або мигдалем.